# Coupe Mussolini
Pour les articles homonymes, voir Mussolini (homonymie).
La Coupe Mussolini (Coppa Mussolini) est une récompense de cinéma de la Mostra de Venise ayant existé de 1934 à 1942.
Cette récompense était décernée pour le meilleur film, meilleur film italien et/ou meilleur film étranger, selon les années, ce qui en fait un peu l'ancêtre du Lion d'or (avec l'idéologie fasciste en plus).

## Palmarès
| Meilleur film italien - 1934 : Le Conspirateur (Teresa Confalonieri) de Guido Brignone - 1935 : Casta Diva de Carmine Gallone - 1936 : L'Escadron blanc de Augusto Genina - 1937 : Scipion l'Africain (Publius Cornelius Scipio Africanus) de Carmine Gallone - 1938 : Luciano Serra, pilote (Luciano Serra pilota) de Goffredo Alessandrini - 1939 : L'Apôtre du désert (Abuna Messias) de Goffredo Alessandrini - 1940 : Les Cadets de l'Alcazar (L'Assedio dell'Alcazar) de Augusto Genina - 1941 : La Couronne de fer (La Corona di ferro) de Alessandro Blasetti - 1942 : Commando du désert (Bengasi) de Augusto Genina Meilleur film étranger - 1934 : L'Homme d'Aran (Man of Aran) de Robert Flaherty Royaume-Uni - 1935 : Anna Karénine (Anna Karenina) de Clarence Brown États-Unis - 1936 : L'Empereur de Californie (Der Kaiser von Kalifornien) de Luis Trenker Reich allemand - 1937 : Un carnet de bal de Julien Duvivier France - 1938 : Les Dieux du stade (Olympia) de Leni Riefenstahl Reich allemand - 1939 : Non décerné - 1940 : Le Maître de poste (Der Postmeister) de Gustav Ucicky Reich allemand - 1941 : Le Président Krüger (Ohm Krüger) de Hans Steinhoff Reich allemand - 1942 : Le Grand Roi (Der Große König) de Veit Harlan Reich allemand |